# Cmentarz wojenny nr 290 – Charzewice
Cmentarz wojenny nr 290 – Charzewice – cmentarz z I wojny światowej znajdujący się we wsi Charzewice w województwie małopolskim, w powiecie tarnowskim, w gminie Zakliczyn. Jest jednym z 400 zachodniogalicyjskich cmentarzy wojennych zbudowanych przez Oddział Grobów Wojennych C. i K. Komendantury Wojskowej w Krakowie. W VIII okręgu brzeskim cmentarzy tych jest 52.

## Położenie
Do cmentarza można dojechać asfaltową szosą odgałęziającą się po prawej stronie od drogi z Zakliczyna do Wojnicza. Prowadzi ona w górę do lasu zwanego Czarnym Lasem. Przed lasem asfalt kończy się, krótki odcinek przez las to droga szutrowa, która w odległości ok. 200 m od brzegu lasu przecina cmentarz. Cmentarz tworzą trzy kwatery zlokalizowane naprzeciwko siebie (dwie powyżej drogi, jedna pod drogą).

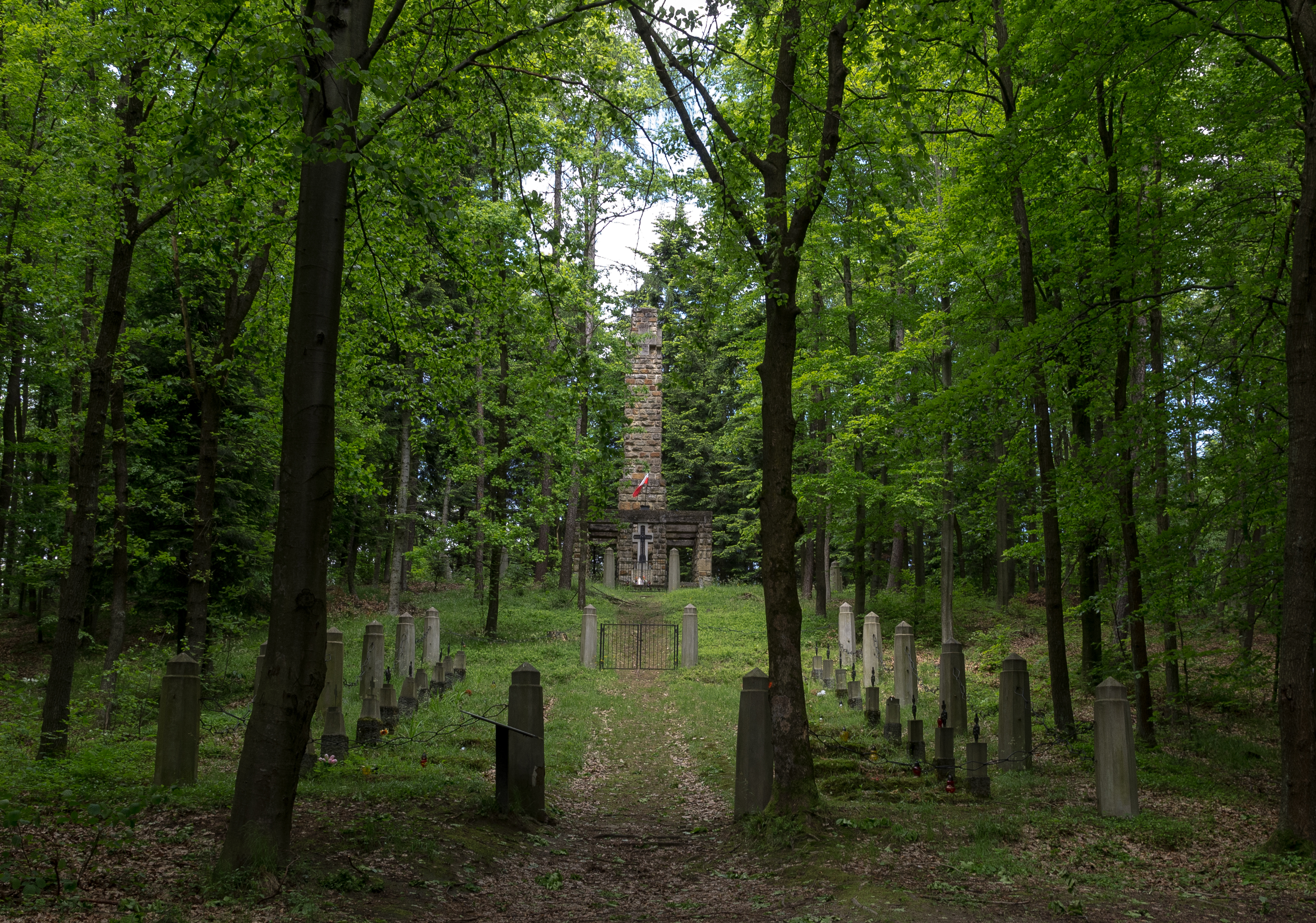
Ogólny widok cmentarza nad drogą

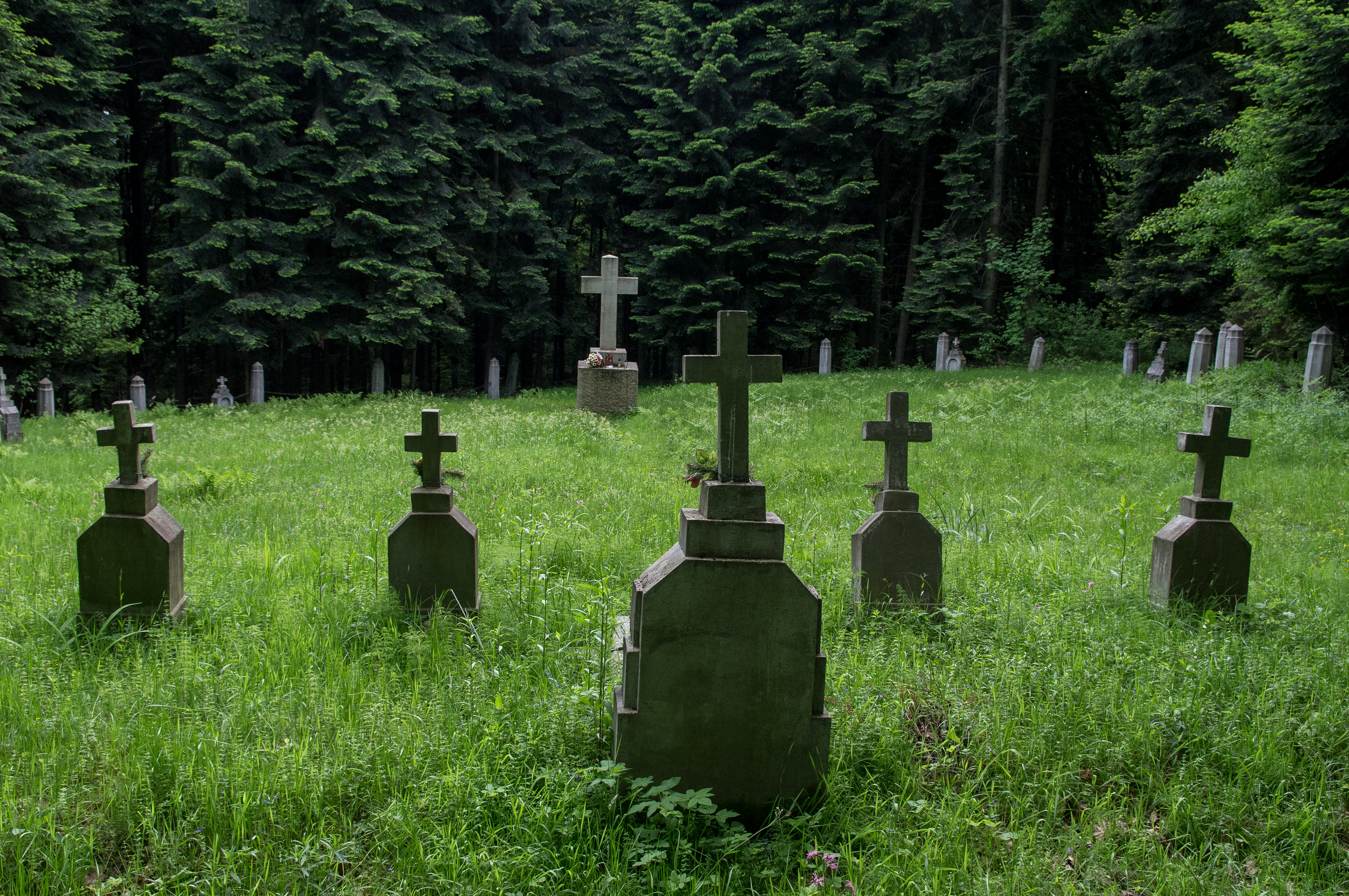
Część cmentarza pod drogą

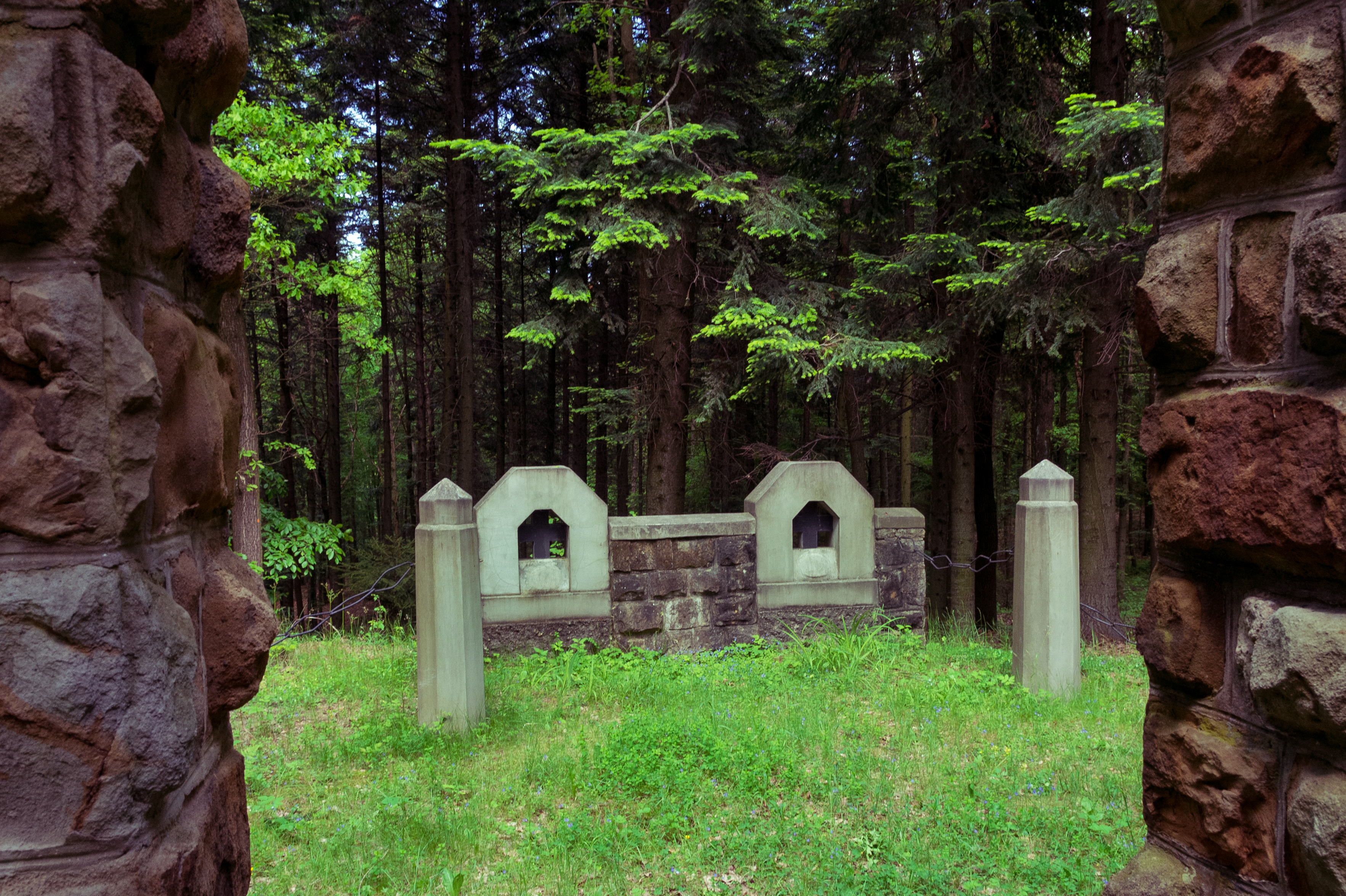

## Historia
Pochowano tutaj żołnierzy, którzy zginęli w bitwie stoczonej 19 listopada 1914 roku. Był to okres porażek armii austro-węgierskiej, która została z tych terenów wyparta przez wojska rosyjskie. W Charzewicach żołnierze armii austro-węgierskiej zostali zaskoczeni przez wojska rosyjskie. Doszło do walki na bagnety, po której bezleśne wzgórza nad Dunajcem pokryły się setkami zwłok zabitych żołnierzy. Pochowani zostali przez miejscową ludność w prowizorycznych zbiorowych mogiłach. Jak podają świadkowie tych zdarzeń: "zwozili trupy na wozach do zbiorowych mogił niczym snopy zboża". W 1915 roku, gdy Austriacy po zwycięskiej dla nich bitwie pod Limanową odzyskali te tereny, ciała żołnierzy ekshumowano i przeniesiono na wybudowane przez Austriaków cmentarze wojenne.
Na cmentarzu nr 290 pochowano 109 żołnierzy armii austriackiej i 52 żołnierzy armii rosyjskiej. Są wśród nich także Polacy, którzy zmuszeni zostali przez zaborców do walki przeciwko sobie, po dwóch stronach frontu.

## Opis cmentarza
Cmentarz ten uznawany jest za najładniejszy w okręgu brzeskim. Głównym elementem dekoracyjnym cmentarza jest znajdujący się w jego górnej części kwatery nad drogą kamienny obelisk mający kształt pergoli o kwadratowym przekroju, ze środka której wznosi się do góry kamienny pylon o wysokości kilkunastu metrów. Na ścianach jego najwyższej części znajdują się cztery kamienne krzyże. Pergola podparta jest murowanymi z kamienia łupanego słupkami, pomiędzy którymi zamontowano duże żeliwne krzyże dwóch rodzajów (jednoramienne łacińskie i dwuramienne (lotaryńskie). Wewnątrz pergoli zamontowano dwie tablice z datą 1914 i napisami w języku niemieckim. Napisy te można przetłumaczyć tak:
Ziemio, byłem Ci wierny

Ziemio, piłaś moją krew

Ziemio, umarłem dla Ciebie

Ziemio, teraz okrywasz mnie.

 
Powstrzymajcie się od łez

Żadne życie nie jest wieczne
 
prócz życia tego, kto poległ z honorem

za Cesarza i Ojczyznę.
Ogrodzenie cmentarza tworzą betonowe, stylizowane słupki, pomiędzy którymi rozpięto łańcuch. Położona nad drogą część cmentarza posiada trzy furtki. Za pierwszą, drewnianą znajdują się mogiły posiadające betonowe nagrobki zwieńczone niskimi żeliwnymi krzyżami. Za drugą, żeliwną bramką znajduje się pusty plac, za trzecią, również żeliwną główny pomnik. Za nim znajdują się dwie mogiły oficerów obramowane betonowymi pachołkami. W części cmentarza położonej poniżej drogi centralnym elementem dekoracyjnym jest duży betonowy krzyż. Mogiły w tej części cmentarza posiadają betonowe stele zwieńczone betonowymi krzyżami.
Mogiły nie posiadają tabliczek imiennych. W lesie obok cmentarza można jeszcze rozpoznać pozostałości okopów.